# Álvaro Sierra
Álvaro Sierra Peña (Sogamoso, 4 de abril de 1967) es un exciclista colombiano. Es recordado entre otros logros, por ganar la Vuelta a Colombia en 1991.

## Palmarés
| 1991 - Vuelta a Colombia 1993 - 2.º en la Vuelta a Boyacá - 2.º en la Vuelta a Cundinamarca 1994 - 2.º en la Vuelta a Cundinamarca 1997 - 3.º en la Vuelta a Boyacá 1998 - Vuelta a Boyacá - Vuelta a Antioquia - 2.º en la Vuelta a Cundinamarca 1999 - Vuelta a Boyacá - 1 etapa del Clásico RCN 2000 - 2.º en la Vuelta a Boyacá 2001 - Vuelta a Boyacá | 2002 - 2.º en la Vuelta a Boyacá 2003 - 1 etapa de la Doble Sucre Potosí GP - 2° en la Vuelta a Antioquia, más 1 etapa - Doble Copacabana Grand Prix Fides, más 2 etapas - 2 etapas de la Vuelta a Costa Rica 2004 - Vuelta a Cundinamarca 2005 - Doble Sucre Potosí GP, más 2 etapas - 1 etapa de la Doble Copacabana Grand Prix Fides 2006 - 2 etapas de la Vuelta a Colombia - 1 etapa de la Doble Copacabana Grand Prix Fides 2008 - 1 etapa de la Vuelta a Bolivia - 2.º en la Vuelta a Cundinamarca |

## Resultados en lasgrandes vueltas
| Carrera         | 1989 | 1990 | 1991 | 1992 | 1993 | 1994 | 1995 | 1996 |
| Tour de Francia | -    | -    | -    | -    | -    | -    | -    | -    |
| Giro de Italia  | Ab.  | -    | -    | -    | -    | -    | -    | 82°  |
| Vuelta a España | -    | 19°  | 33°  | -    | Ab.  | -    | -    | -    |

## Resultados en campeonatos

### Campeonato Mundial de Ciclismo en Ruta
1 participación.
- 1992 : 73.º en la clasificación final.